# Прапор Верагуасу

Прапор Верагуасу

Прапор Верагуас — прапор панамської провінції Верагуас. Прапор встановлено резолюцією № 12, прийнятою 18 березня 2019 року Радою провінції та опублікованою 13 травня 2019 року в Офіційному віснику Панами, № 28772-A. Прапор створив Мануель Сальвадор Альварес і вперше був представлений 24 лютого 1993 року як данина пам'яті його дочки.
У центрі прапор знаходиться карта Верагуаса, а навколо неї зірки символізують округи, що складають провінцію. Синій колір символізує море, що омиває північне та південне узбережжя.
 